# Stazione di Marnacchia
La stazione di Marnacchia era una fermata ferroviaria posta lungo la linea Porto San Giorgio-Amandola. Serviva il centro abitato di Marnacchia, frazione del comune di Amandola.